# Kirby (Vermont)
Kirby ist eine Town im Caledonia County des Bundesstaates Vermont in den Vereinigten Staaten mit 575 Einwohnern (laut Volkszählung von 2020).

## Geografie

### Geografische Lage
Kirby liegt im Nordosten Vermonts, in den Ausläufern der Green Mountains. Es ist hügelig, aber nicht zerklüftet. Auf dem Gebiet der Town bestehen keine großen Gewässer, aber viele kleine Zuläufe des Moose River und des Passumpsic River entspringen hier. Es gibt nur kleinere Seen auf dem Gebiet der Town. Der größte ist der Kirby Pond. Die Oberfläche der Town ist hügelig, die höchste Erhebung ist der 622 m hohe Sugar Hill.

### Nachbargemeinden
Alle Entfernungen sind als Luftlinien zwischen den offiziellen Koordinaten der Orte aus der Volkszählung 2010 angegeben.
- Norden: Burke, 3,5 km
- Nordosten: Victory, 12,6 km
- Südosten: Concord, 9,9 km
- Süden: Waterford, 5,1 km
- Südwesten: St. Johnsbury, 8,6 km
- Nordwesten: Lyndon, 9,4 km

### Stadtgliederung
Eine Hauptsiedlung oder ein Ortszentrum existiert nicht und hat nie existiert. Die Wohnhäuser Kirbys sind weit verstreut und stark vereinzelt. So war Kirby beispielsweise zu keinem Zeitpunkt mit einer eigenen Poststelle bedacht worden; die Bewohner erhielten und erhalten ihre Post, je nach Lage, von den Postämtern der umliegenden Towns zugestellt.

### Klima
Die mittlere Durchschnittstemperatur in Kirby liegt zwischen −9,44 °C (15 °Fahrenheit) im Januar und 20,0 °C (68 °Fahrenheit) im Juli. Damit ist der Ort gegenüber dem langjährigen Mittel der USA um etwa 9 Grad kühler. Die Schneefälle zwischen Mitte Oktober und Mitte Mai liegen mit mehr als zwei Metern etwa doppelt so hoch wie die mittlere Schneehöhe in den USA. Die tägliche Sonnenscheindauer liegt am unteren Rand des Wertespektrums der USA, zwischen September und Mitte Dezember sogar deutlich darunter.

## Geschichte
Das Gebiet des heutigen Kirby liegt in den Green Mountains und wurde, weil dort kein gutes Ackerland vermutet wurde, erst nach der Gründung der Vermont Republic zur Besiedlung freigegeben. Am 20. Oktober 1786 wurde durch die Regierung ein Grant (ein Verkaufsangebot) für eine Fläche von 45,7 km² (11.284 acres) ausgerufen, das am 27. Oktober 1790 an eine Käufergruppe um Dr. Roswell Hopkins ging, der es als Natural-Entlohnung für seine Dienste im Namen der Vermont Republic erhielt und der es unter dem Namen Hopkinsville eintragen ließ. Später wurde die Fläche durch einen Landzipfel der Gemeinde Burke, genannt Burke Tongue, ergänzt. Dadurch vergrößerte sich das Gemeindegebiet um 10,2 km² (2527 acres).
Der genaue Zeitpunkt der Erstbesiedlung ist unbekannt; die erste dokumentierte Zuwanderung erfolgte 1792. Die Besiedlung und Urbarmachung ging zunächst langsam voran; erst 1802 fand die erste Geburt in Kirby statt, 1804 die erste Hochzeit. Die konstituierende Stadtversammlung trat am 8. August 1807 zusammen.
1808 erfolgte die Umbenennung der Town in Kirby, wobei sich die Namensfindung heute nicht mehr herleiten lässt. Die wider Erwarten guten Acker- und Weideflächen ließen die Einwohnerzahlen rasch anschwellen; 1810 wurden bei der Volkszählung mehr als 300 Einwohner registriert. Bis 1840 lebten 520 Siedler in Kirby, doch nachdem in der zweiten Hälfte der 1840er Jahre Bahnlinien durch Vermont gezogen wurden, kehrte sich der Aufwärtstrend um: Viele Bewohner, besonders junge Leute, wanderten in die lokalen Zentren und die Großstädte an der Ostküste ab, wo sie von Fabriken und Großbetrieben angelockt wurden. Diese langsame Abwanderung wurde in den nächsten 120 Jahren durch nichts gebremst. Erst mit dem allgemeinen Wirtschaftsaufschwung Vermonts und seinem Anschluss an die großen Straßensysteme der USA wendete sich die Entwicklung um 1970 wieder. Seither hat sich die Einwohnerzahl Kirbys beinah verdoppelt. Hauptsächliche Wirtschaftsfaktoren sind auch heute noch Land- und Forstwirtschaft.

### Einwohnerentwicklung
| Volkszählungsergebnisse – Town of Kirby | Volkszählungsergebnisse – Town of Kirby | Volkszählungsergebnisse – Town of Kirby | Volkszählungsergebnisse – Town of Kirby | Volkszählungsergebnisse – Town of Kirby | Volkszählungsergebnisse – Town of Kirby | Volkszählungsergebnisse – Town of Kirby | Volkszählungsergebnisse – Town of Kirby | Volkszählungsergebnisse – Town of Kirby | Volkszählungsergebnisse – Town of Kirby | Volkszählungsergebnisse – Town of Kirby |
| Jahr                                    | 1800                                    | 1810                                    | 1820                                    | 1830                                    | 1840                                    | 1850                                    | 1860                                    | 1870                                    | 1880                                    | 1890                                    |
| --------------------------------------- | --------------------------------------- | --------------------------------------- | --------------------------------------- | --------------------------------------- | --------------------------------------- | --------------------------------------- | --------------------------------------- | --------------------------------------- | --------------------------------------- | --------------------------------------- |
| Einwohner                               | 20                                      | 311                                     | 312                                     | 401                                     | 520                                     | 509                                     | 473                                     | 417                                     | 398                                     | 355                                     |
| Jahr                                    | 1900                                    | 1910                                    | 1920                                    | 1930                                    | 1940                                    | 1950                                    | 1960                                    | 1970                                    | 1980                                    | 1990                                    |
| Einwohner                               | 350                                     | 297                                     | 324                                     | 311                                     | 252                                     | 257                                     | 235                                     | 224                                     | 282                                     | 347                                     |
| Jahr                                    | 2000                                    | 2010                                    | 2020                                    | 2030                                    | 2040                                    | 2050                                    | 2060                                    | 2070                                    | 2080                                    | 2090                                    |
| Einwohner                               | 456                                     | 493                                     | 575                                     |                                         |                                         |                                         |                                         |                                         |                                         |                                         |

## Wirtschaft und Infrastruktur

### Verkehr
Der U.S. Highway 2 streift die südliche Spitze der Town. Sie verläuft in westöstlicher Richtung und verbindet Kirby mit St. Johnsbury im Westen und Concord im Osten.

### Öffentliche Einrichtungen
Kirby verfügt über keine eigenen öffentlichen Einrichtungen wie Schulen oder eine Bibliothek. Das nächstgelegene Krankenhaus, das Northeastern Vermont Regional Hospital, befindet sich in St. Johnsbury.

### Bildung
Kirby gehört mit Concord, Granby, Guildhall, Lunenburg, Maidstone, Victory und Waterford zur Essex-Caledonia Supervisory Union.
In Kirby gibt es keine Schulen. Diese stehen in der Supervisory Union zur Verfügung.

## Persönlichkeiten

### Persönlichkeiten, die vor Ort gewirkt haben
- Roswell Hopkins (1757–1829), Politiker und Richter der Vermont Secretary of State war.